# جون بارنز (مخرج)
جون بارنز (بالإنجليزية: John Barnes)‏ هو كاتب سيناريو ومنتج أفلام ومخرج أمريكي، ولد في 25 مارس 1920 في بلفورد في الولايات المتحدة، وتوفي في 27 يونيو 2000 في مانهاتن في الولايات المتحدة.

## وصلات خارجية
- جون بارنز على موقع IMDb (الإنجليزية)
- جون بارنز على موقع قاعدة بيانات الفيلم (الإنجليزية)
- جون بارنز على موقع كينوبويسك (الروسية)